# Dieta del Reino de Polonia
El Dieta del Reino de Polonia (en polaco: Sejm Królestwa Polskiego) fue el parlamento del Reino de Polonia del siglo XIX, conocido coloquialmente como Polonia del Congreso. Existió desde 1815 hasta 1831. En la historia del parlamento polaco, sucedió a la Dieta del Ducado de Varsovia.

## Historia
Después del Congreso de Viena, se recreó un pequeño Reino de Polonia, conocido como Polonia del Congreso, siendo su rey el Zar de Rusia, Alejandro I. Alejandro I, un autócrata ilustrado, decidió usar el Reino de Polonia como un experimento para ver si el gobierno autocrático ruso podía mezclarse con un sistema legislativo electivo y gobernar Polonia como una monarquía constitucional. En ese momento, muchos esperaban que este experimento fuera un éxito y allanara el camino hacia una liberalización en Rusia; al final resultó ser un fracaso.
El zar Alejandro dejó la administración a su hermano menor, el gran duque Constantino Pávlovich Románov, para que sirviera como virrey. Constantino, con la ayuda de Nikolái Nikoláievich Novosíltsov, procedió a la rusificación del Reino de Polonia y supervisó las investigaciones policiales secretas de los grupos estudiantiles que contravenían la Constitución. Alejandro visitó la Dieta en 1820 y recibió tal condena de los diputados (miembros de la cámara baja de la Dieta) que revirtió su postura acerca del Dieta como experimento de liberalización, aunque seguía estando obligado por el Congreso de Viena a no liquidar por completo la partición rusa de Polonia. En 1825, Alejandro I estaba tan descontento con el Dieta que decidió prohibir la entrada a algunos de los diputados de la oposición más ruidosos.
Aunque la Dieta debía reunirse cada dos años, el zar sólo convocó cuatro sesiones, ya que se convirtió en el escenario de crecientes enfrentamientos entre los diputados liberales y los funcionarios conservadores del gobierno. Con respecto a los años en que se reunió la Dieta, Bardach da las fechas de 1818, 1820, 1823 y 1830; Jędruch ofrece una lista similar, sin embargo, enumera 1825 en lugar de 1823.
Nicolás, un opositor a los esfuerzos de liberalización de Alejandro, accedió al trono como zar Nicolás I a la muerte de Alejandro en diciembre de 1825. Los oficiales militares rusos idealistas se resistieron a la toma de posesión de Nicolás en la revuelta decembrista. Algunos liberales polacos fueron acusados de estar relacionados con el complot decembrista y fueron llevados ante la Dieta para ser juzgados en 1828. A pesar de las fuertes presiones políticas de Moscú, el Tribunal de la Dieta sólo les declaró culpables de pertenecer a la Sociedad Patriótica Nacional formada por Walerian Łukasiński (un delito menor) y no de traición. La decisión fue recibida con vítores en Polonia, pero enfureció al zar Nicolás.

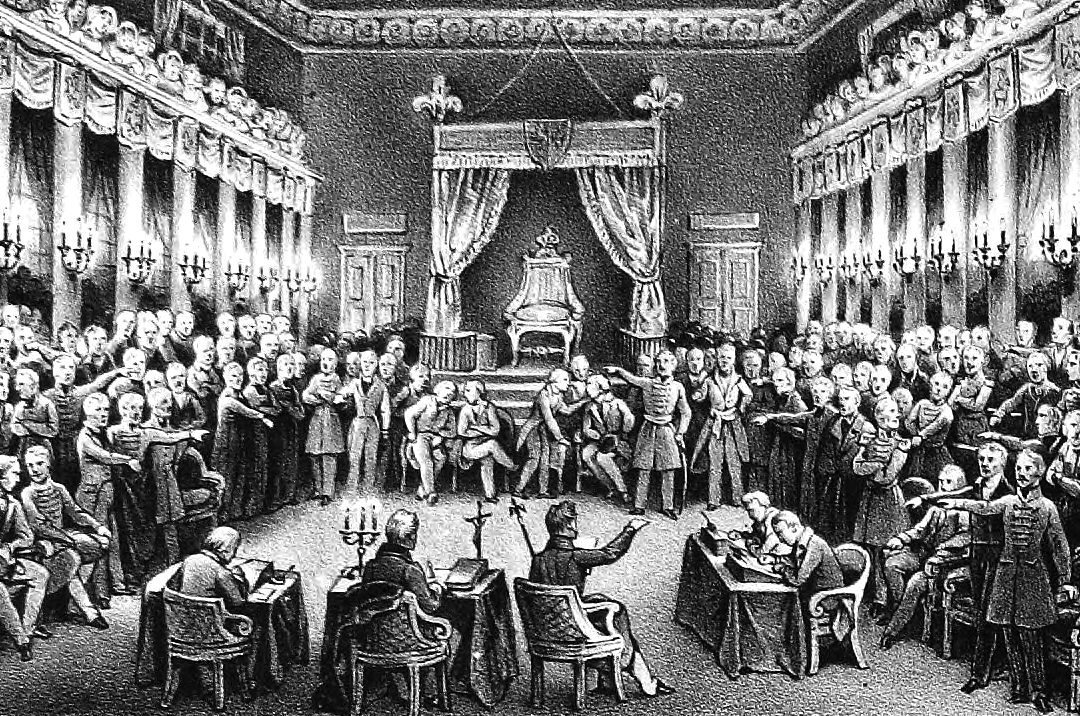
El zar Nicolás I depuesto por la Dieta en 1831.

En la sesión de 1830, la Dieta se negó a asignar fondos para una estatua en Varsovia en honor al zar Alejandro, lo que enfureció aún más a Moscú. El control cada vez más estricto del zar sobre Polonia iba en contra del creciente nacionalismo romántico que barría a la juventud polaca, especialmente en las universidades. Estos factores llevaron a un creciente descontento dentro de Polonia que culminó con el fallido Levantamiento de noviembre de 1830.  Se convocó una Dieta extraordinario el 18 de diciembre de 1830. A pesar del peligro que representaba este intento fallido de asesinar al Gran Duque, la Dieta se dejó llevar por el fervor nacionalista y apoyó a los insurgentes, nombrando así un nuevo gobierno revolucionario dirigido por el general Józef Chłopicki.  El 25 de enero de 1831, aprobó una ley presentada por Roman Sołtyk que destronó al zar Nicolás I y declaró la plena independencia de Rusia. El senador Wincenty Krasiński, uno de los pocos que votó en contra de los miembros de la Sociedad Patriótica Nacional, se negó a unirse a la revuelta. El derrocamiento del dominio ruso fue mal planeado y como la suerte de la guerra se volvió contra los insurgentes, la última sesión de la Dieta polaca en el exilio se llevó a cabo en Płock en septiembre de ese año. Después de que el levantamiento fuera aplastado, en un acto de venganza, el zar no solo eliminó la institución parlamentaria de la Dieta del nuevo gobierno del Reino de Polonia, sino que ordenó la demolición de la Cámara de Diputados en el Castillo de Varsovia.  El miembro de la Dieta y destacado historiador Joachim Lelewel, así como su compañero diputado Julian Ursyn Niemcewicz y muchos otros, huyeron de la represión rusa en lo que se denominaría la "Gran Emigración".

## Composición y duración
La Dieta estaba constituida por el rey, la cámara alta (Senado) y la cámara baja (Cámara de Diputados o Dieta propiamente dicho). La componían 128 miembros (llamados diputados), incluidos 77 diputados elegidos por la (nobleza polaca) en las dietas locales, y 51 elegidos por las clases no nobles. Fueron elegidos durante 6 años, con un tercio de ellos elegido cada 2 años. Los Dietas se convocaban cada 2 años por un período de 30 días, con disposiciones para sesiones extraordinarias en momentos de necesidad especial. El rey también podría disolver la Dieta antes de que transcurrieran los 30 días. Durante el Levantamiento, el 19 de febrero de 1831, una nueva ley declaró la Dieta en sesión permanente. El rey designaba un Mariscal de la Dieta. Los candidatos para todos los cargos tenían que cumplir requisitos específicos de riqueza.
El sufragio se ofrecía a los propietarios, arrendatarios y maestros. Los judíos, que vivían en la zona de Asentamiento, tenían prohibido el voto. El personal militar no tenía derecho a voto. En total, unas 100.000 personas de los 2,7 millones de habitantes del Reino de Polonia tenían derecho a voto, lo que los convertía en una de las poblaciones con más derechos en la Europa de principios del siglo XIX.
Los candidatos a diputado tenían que ser hombres alfabetizados mayores de 30 años. Los diputados tenían inmunidad legal, aunque eso no impidió que dos diputados liberales, los hermanos Bonawentura y Wincenty Niemojowski, fueran puestos bajo arresto domiciliario temporal para evitar que se incorporaran a la Dieta en 1825.
El Senado tenía 64 miembros, incluidos 9 obispos, 18 voivodas y 37 castellanos.  Los candidatos a miembros del Senado (senadores) eran designados por el rey de por vida a partir de una lista preparada por un Senado, y debían tener al menos 35 años.

## Competencias
Si bien la Constitución del Congreso de Polonia era relativamente liberal en teoría y otorgaba a la Dieta poderes significativos (más amplios que los de la Dieta del Ducado de Varsovia), en la práctica sus poderes eran limitados, ya que a menudo el zar no los respetaba. Los judíos y los campesinos perdieron los derechos que habían disfrutado anteriormente bajo el Ducado de Varsovia.
La Dieta tenía derecho a votar sobre cuestiones civiles, administrativas y jurídicas; se requería una mayoría simple para aprobar leyes. Con permiso del rey, podía votar sobre asuntos relacionados con el sistema fiscal y el ejército. Tenía derecho a controlar a los funcionarios del gobierno, y podía preparar exámenes e informes sobre ellos para presentarlos al rey. Tenía competencias legislativas en materia de derecho judicial y administrativo. Podía dictar leyes sobre la moneda, los impuestos y el presupuesto, tratar cuestiones relacionadas con el servicio militar obligatorio (como su tamaño) y modificar la constitución. No tenía iniciativa legislativa, ya que ésta sólo corresponde al rey; sin embargo, la Dieta podía emitir peticiones al monarca con propuestas legislativas.
El Senado, en lugar del poder judicial, actuaba como tribunal y podía juzgar a los funcionarios del gobierno impugnados por la Dieta polaca. El Tribunal de la Dieta también tenía competencias en los casos de delitos contra el Estado. Tras la absolución de los miembros de la Sociedad Patriótica Nacional por parte del Tribunal de la Dieta en 1828, el zar Nicolás I revocó el veredicto del tribunal y eliminó definitivamente la competencia de la Dieta para conocer otros casos de este tipo.